# Tosa (provincia)

Mappa delle province giapponesi con la provincia di Tosa evidenziata

Tosa (giapponese: 土佐国; -no kuni) fu una provincia del Giappone nell'area occupata nel ventunesimo secolo dalla prefettura di Prefettura di Kōchi sull'isola di Shikoku. Tosa confinava con le province di Iyo e Awa.
L'antica capitale si trovava vicino alla moderna Nankoku. Durante il Periodo Sengoku Tosa era governata dal clan Chōsokabe e per un breve periodo di tempo Chōsokabe Motochika unificò Shikoku sotto il suo governo, ma Toyotomi Hideyoshi la ridusse nuovamente a provincia e successivamente alla battaglia di Sekigahara l'assegnò ad un nuovo governante. Tosa era una provincia relativamente povera ed anche sotto i Chosokabe mancò di una forte città castello. Dopo la battaglia di Sekigara venne fondata la città castello di Kōchi, che rimane la città principale.